# Trifaoui
Trifaoui est une commune de la wilaya d'El Oued en Algérie.

## Géographie

### Situation
Le territoire de la commune de Trifaoui est situé au nord-est de la wilaya.
| Debila, Hassani Abdelkrim | Hassi Khalifa | Taleb Larbi |
| El Oued                   | Trifaoui      | Douar El Ma |
| El Oued                   | Bayadha       | Douar El Ma |

### Localités de la commune
La commune de Trifaoui est composée de sept localités : Bellala, Khobna, Lekhbaï, Lizerg, Mih Djaber, Séhine, Tifraoui.